# Archie Madekwe
Archie Madekwe ( /məˈdɛkweɪ/, nascido em 10 de fevereiro de 1995) é um ator inglês. Na televisão, ele é conhecido por seu papel na série See (2019–2022) da Apple TV+ . Seus filmes incluem Midsommar (2019), Gran Turismo e Saltburn (ambos de 2023).

## Vida e educação
Archie nasceu no sul de Londres. Seus pais se divorciaram quando ele era jovem. Sua prima é a atriz Ashley Madekwe .
Aos 14 anos, Madekwe começou a frequentar a BRIT School . Ingressou também no Teatro Nacional da Juventude . Ele continuou seus estudos na Academia de Música e Arte Dramática de Londres (LAMDA) e saiu cedo quando foi escalado por Ian Rickson para sua peça "The Goat, or Who Is Sylvia? por Edward Albee" no West End ao lado de Damian Lewis e Sophie Okonedo .

## Carreira
Madekwe fez sua estreia na televisão em 2014 com uma participação especial em um episódio do drama médico da BBC Casualty . Ele então interpretou Luca em dois episódios da comédia dramática do Channel 4, Fresh Meat, em 2016.
Em 2017, Madekwe fez sua estreia no West End em The Goat, or Who Is Sylvia? no Theatre Royal Haymarket ao lado de Damian Lewis e Sophie Okonedo . Ele conseguiu seu primeiro papel no cinema como Luke em Teen Spirit depois que o diretor de elenco o viu na peça. Naquele ano, ele foi nomeado 'Estrela do Amanhã' da Screen International . No mesmo ano, ele também apareceu na sitcom Hang Ups do Channel 4.
Em 2019, Madekwe começou a estrelar como Kofun na série de ficção científica See, da Apple TV+, interpretou Courfeyrac na adaptação de Les Misérables da BBC One e estrelou como Simon no filme de terror folk A24 de Ari Aster, Midsommar . Em 2021, ele apareceu no filme Voyagers ao lado de Colin Farrell e Lily-Rose Depp e dublou Sedgwick na edição vencedora do Emmy "Ice" da série de antologia animada da Netflix Love, Death & Robots . Madekwe também liderou o filme esportivo de Neill Blomkamp baseado em uma história real, Gran Turismo .
Em 2023, Madekwe apareceu em Heart of Stone para Netflix e Saltburn de Emerald Fennell .

## Filmografia

### Filme
| Ano  | Título         | Papel              | Notas |
| ---- | -------------- | ------------------ | ----- |
| 2018 | Teen Spirit    | Lucas              |       |
| 2019 | Midsommar      | Simão              |       |
| 2021 | Voyagers       | Kai                |       |
| 2023 | Gran Turismo   | Jann Mardenborough |       |
| 2023 | Heart of Stone | Ivo                |       |
| 2023 | Beau Is Afraid | Homem rindo        |       |
| 2023 | Saltburn       | Farleigh Start     |       |

### Televisão
| Ano       | Título              | Papel          | Notas                           |
| --------- | ------------------- | -------------- | ------------------------------- |
| 2014      | Casualty            | Benjamim Mason | Episódio: "To Yourself Be True" |
| 2016      | Fresh Meat          | Luca           | 2 episódios                     |
| 2018      | Hang Ups            | Jackson Bailey | 3 episódios                     |
| 2018      | Informer            | Eddy           | Episódio: "The Masterplan"      |
| 2019      | Os Miseráveis       | Courfeyrac     | Minissérie; 3 episódios         |
| 2019–2022 | See                 | Kofun          | Papel principal (todos os eps)  |
| 2020      | Unprecedented       | Louis          | 1 episódio                      |
| 2021      | Love Death & Robots | Sedgwick       | Dublador; episódio: "Ice"       |

## Estágio
| Ano  | Título                          | Papel   | Notas                           |
| ---- | ------------------------------- | ------- | ------------------------------- |
| 2017 | The Goat, or Who is Sylvia      | Billy   | Teatro Royal Haymarket, Londres |
| 2023 | Further than the Furthest Thing | Francis | Jovem Vic, Londres              |